# Affaires étrangères (série télévisée)
Pour les articles homonymes, voir Affaires étrangères.
 (août 2018).
Affaires étrangères est une série télévisée française en quatre épisodes de 90 minutes créée par Sergio Gobbi et Marc Quentin diffusée entre le 7 janvier 2010 et le 3 janvier 2013 sur TF1.

## Synopsis
David Mercier est un policier chargé d'aller arrêter partout dans le monde des fugitifs qui ont commis un crime ou un délit sur le sol français. Dirigé par le patron du Bureau Central de Recherche des Personnes en Fuites, la commissaire divisionnaire Camille Joubert, il est aidé dans ses enquêtes par une jeune femme, petit génie de l'informatique, que tout le monde appelle Mozart.

## Distribution
- Bernard Yerlès : David Mercier
- Audrey Fleurot : Camille Joubert
- Samantha Markowic : Mozart
- Sonia Rolland : Clara Lecuyer (épisode 1)
- Stéphane Boucher : Nicolas Duval (épisodes 1 et 4)
- Michel Scotto di Carlo : François Kerman (épisode 1)
- Clarisse Albrecht : Amelia Rodriguez (épisode 1)
- Nicolas Gob : Fabien (épisode 2)
- Asma Khamlichi : Farida Houssef (épisode 2)
- Karim Saidi : Bencassim (épisode 2)
- Amine Ennaji : Omar (épisode 2)
- Stéphane Fourreau : Gilles Vann (épisode 3)
- Delphine Rollin : Anne-Charlotte de la Révendiaire (épisode 3)
- Pascal Clément (ancien Garde des Sceaux de 2005 à 2007) : ambassadeur de France à Cuba (épisode 4)

## Épisodes

### Épisode 1:République Dominicaine
L'épisode 1, réalisé par Vincent Marano, est diffusé le 7 janvier 2010 sur TF1. Il est suivi par  7,5 millions de téléspectateurs.
Dans cet épisode, Mercier se rend en République Dominicaine pour retrouver François Kerman, suspecté du meurtre de la comptable ayant découvert son détournement d'argent. Sur place, il sera assisté par le capitaine Duval, homme bedonnant et chaleureux, chargé de liaison avec la police locale. Au milieu d'un décor paradisiaque, Mercier rencontrera Clara, jeune femme séduisante travaillant pour un hôpital local, et qui s'avérera être un élément clé de son investigation.

### Épisode 2:Maroc
L'épisode 2, réalisé par Vincent Marano, est diffusé le 24 février 2011 sur TF1. Il est suivi par  6 millions de téléspectateurs.
Dans cet épisode, Mercier recherche activement un fugitif nommé Bencassim, ayant enlevé sur le territoire français, un jeune enfant adopté quelques mois auparavant par une famille française. Au Maroc, il va faire équipe avec Fabien, un jeune flic qui n'a pas froid aux yeux et travaillera en étroite collaboration avec la divisionnaire de la police judiciaire marocaine, Farida Houssef. Mercier devra surtout jouer au couple cherchant à adopter un enfant avec sa supérieure, le commissaire Joubert qui l'a rejoint sur place, afin de faire tomber le réseau d'adoption illégale.

### Épisode 3:Cambodge
L'épisode 3, réalisé par Vincent Marano, est diffusé le 30 juin 2011 sur TF1. Il est suivi par  5,4 millions de téléspectateurs.
Cet épisode se déroule au Cambodge, à Phnom Penh, sur les rives du Mékong et dans la jungle. David Mercier doit retrouver un voleur de renommée internationale, Gilles Vann, qui vient d'assassiner, à Marseille, un archéologue et de voler un objet inestimable. Il s'agit d'un éléphant en jade offert par le roi de Siam à Louis XIV. Il en existe deux au monde : le premier n'a jamais quitté le Cambodge et le second était enseveli depuis le XVIIe siècle dans une épave qu'étudiaient des archéologues. Dans sa traque, Mercier est secondé par la séduisante Anne-Charlotte de la Révendiaire. Sur son chemin, il fait la connaissance de monsieur Sing, un Asiatique âgé d'une quarantaine d'années, spécialiste d'œuvres d'art anciennes. Mercier profite de cette mission pour retrouver son frère de lait, le moine bouddhiste Siem, qui lui apporte son soutien.

### Épisode 4:Cuba
L'épisode 4, réalisé par Vincent Marano, est diffusé le 3 janvier 2013 sur TF1. Il est suivi par  4,258 millions de téléspectateurs.
Dans cet épisode, le lieutenant Vivier, fiancé de Mozart, est tué au cours d'une intervention qui tourne mal. Antonio Gabaldi, fils d'un puissant industriel cubain, réussit à s'enfuir. Mozart, sous le choc, est mis en congés forcés et Mercier est missionné pour retrouver le meurtrier en fuite à Cuba. L'enquête, à Cuba, mène Mercier au cœur des distilleries de rhum et de la puissante famille Gabaldi, Mercier étant persuadé que le patriarche protège son fils Antonio. Au prix de nombreuses filatures et recherches, Mercier trouve la planque du fugitif. Mais il n'y aura pas d'arrestation... Antonio est mort, et Mozart se tient près du corps, l'arme à la main... Mercier est sous le choc. Tous les indices l'accusent, elle est immédiatement arrêtée par la police locale. Mercier, convaincu de l'innocence de son amie, tentera par tous les moyens de l'innocenter en dénichant le réel coupable du meurtre d'Antonio...